# Enrique Ochoa
|  | No s'ha de confondre amb el pintor espanyol Enrique Estévez Ochoa. |

Enrique Ochoa va ser un polític veneçolà. Va ser membre fundador del Movimiento al Socialismo (MAS) des de 1971 del qual va arribar a ser secretari general. Va ser activista de drets humans. Durant els esdeveniments del 27 de febrer de 1989, conegut com el Caracazo, va fundar el Comitè de Familiars de les Víctimes (desaparegut i executat) aconseguint la ubicació de la fossa comuna de La Peste.
Va escriure i va publicar dos llibres: "Els cops de febrer: del 27 F al 4 F" i " Adéu al MAS? ". Va ser Secretari Executiu del Comando de Campanya de Manuel Rosales, candidat de l'oposició d'Hugo Chávez en les eleccions presidencials de 2006 i actualment és membre fundador i Secretari Executiu Nacional d’Un Nou Temps, primer partit de l'oposició.